# 万寿滩良种场
万寿滩良种场，是中国内蒙古自治区锡林郭勒盟太仆寺旗下辖的一个类似乡级单位。

## 行政区划
万寿滩良种场共辖以下地区：
原种场村、一分场村、二分场村、三分场村、四分场村、五分场村。